# La Trinité-de-Réville

La Trinité-de-Réville este o comună în departamentul Eure, Franța. În 1 ianuarie 2022 avea o populație de 244 de locuitori.